# جين لينز
جين لينز (بالإنجليزية: Gene Lenz) هو سباح أمريكي، ولد في 12 أبريل 1937 في سان لويس أوبيسبو في الولايات المتحدة، وتوفي بنفس المكان في 10 أكتوبر 2005.

## وصلات خارجية
- جين لينز على موقع الاتحاد الدولي للسباحة (الإنجليزية)
- جين لينز على موقع أوليمبيديا (الإنجليزية)